# オーケープロダクション
株式会社オーケープロダクション（O.K.PRODUCTION CO.,LTD.）は、かつて存在した日本の芸能事務所。
旧名は大橋巨泉事務所（おおはしきょせんじむしょ）。

## 概要
放送作家でマルチタレントである大橋巨泉の芸能マネジメントのために、1969年に設立した。
当初の社名は「大橋巨泉事務所」であったが、巨泉が2001年の参議員選挙に立候補し、選挙事務所を「大橋巨泉事務所」としたことから、当社は「オーケープロダクション」に改称した。
巨泉の実弟で秘書の大橋哲也が長らく社長を務めたが、番組制作会社のイーストによる完全子会社化後は相談役として在籍し、巨泉が東京12チャンネルからスカウトした小倉智昭も取締役を務めた。巨泉が各国で経営していることで知られる「オーケーギフトショップ」、小倉智昭の個人事務所、竹下景子の所属事務所が関連会社となっていた。一時は巨泉と親交がある芸能人やタレントが多く在籍し、竹下景子と関口照生の夫妻や石坂浩二らをマネジメントしたが、後年に独立した。
2009年4月に設立40周年を迎え、イーストの完全子会社となった。
巨泉亡き後の2017年3月31日に業務を停止し、同年12月25日に法人格が消滅した。所属していたタレントは、イーストグループのオールラウンドやノースプロダクションなどに移籍している。

## 事業停止時の主な所属タレント

### フリーアナウンサー・キャスター・ナレーター
- 小倉智昭（オールラウンド、元：東京12チャンネル）
- 宮川俊二（ノースプロダクション、元：NHK）
- 長田新（元：宮崎放送）
- 亀井京子（ノースプロダクション、元：テレビ東京）
- 新井麻希（元：TBSテレビ）
- 榎本麗美（ノースプロダクション、元：西日本放送）
- 櫻田彩子（ノースプロダクション）
- 奥村奈津美（ノースプロダクション）
- 大久保涼香（元：岩手めんこいテレビ、WOWOW）
- 佐藤千晶（元：東日本放送、名古屋テレビ放送）
- 寺川奈津美（オールラウンド、元：NHK鳥取放送局契約キャスター、気象予報士）
- 広瀬修一（オールラウンド、元:仙台放送）
- 中根徹（ノースプロダクションを経て青二プロダクション）

### 上記以外のタレント・文化人
- 諸星裕（桜美林大学大学院教授、コメンテーター）
- 室井佑月（作家、 オールラウンド）
- 山口遊子（スタイルプレゼンター）
- 山崎元（経済評論家）
- 前嶋菜子（テレパシー所属メンバー）

## 主な元所属人物
- 秋元康
- 石坂浩二
- 大橋巨泉（2016年死去）
- 奥山侊伸
- 叶和貴子
- 桑島真里乃
- 小池可奈
- 小林大輔
- 沢口義明
- 三城晃子
- 庄司哲郎
- 鈴木真仁
- 菅原進　(ビリーバンバン)
- せんだみつお
- 田鹿千華（1996年に落語家の林家たい平と結婚して退所した。）
- 田中真弓（青二プロ）
- 田中雄望（独立して本名の田中雄介とする。）
- チャダ
- 冨永みーな（東京俳優生活協同組合）
- 仲田真紀子
- 西村知江子
- 萩尾みどり
- 萩原流行（独立後死去）
- 藤田弓子
- 松野太紀（青二プロダクションに移籍後死去）
- 三ツ矢雄二（コンビネーション）
- 乱一世（オーディック）
- 若林芽育